# Šurjan
Šurjan (pred vojno tudi Vladičino selo, srbsko Шурјан, madžarsko Surján, nemško Schurjan, romunsko Şurian ) је naselje na območju občine Sečanj v Srednjebanatskem upravnem okraju v AP Vojvodini, Srbija. Po popisu prebivalstva Republike Srbije iz leta 2002 je bilo 330 prebivalcev; po popisu prebivalstva SFRJ iz leta 1991 pa je bilo 377 prebivalcev.

## Opis naselja
Leži tik ob romunski meji . Poleg teče reka Tamiš (madžarsko Temes, nemško Temesch, romunsko Timiş ), bogata z različnimi ribami, okolica pa z divjadjo: zato je možen lov in ribolov. Na zahodni strani je naselje Jaša Tomić, na jugozahodni strani pa Boka v Banatu, oddaljena po ozki asfaltni cesti 10 km, kamor se – razen prvih dveh razredov osnovne šole – vozijo otroci v šolo. Verouk imajo otroci v šurjanski šoli.

## Zgodovina
Ime je kraj dobil po upravniku pri nekem ogrskem grofu v Temišvaru z imenom József Surián. On je po izročilu osnoval vas. V Temišvaru obastajajo listine, ki dokazujejo, da je vas obstajala že v srednjem veku.
V vasi je vedno obstajala osnovna šola. Prednji del so uporabljali za katoliško molilnico in je bila napravljena iz zbitega blata. Lani (2009) so jo podrli, da bi zraven zgradili prvo katoliško cerkvico, posvečeno – kot je bila prej kapela – sveti Katarina Aleksandrijski ali Sinajski, ki ima god 25. novembra. Naselje so duhovno oskrbovali salezijanci ljubljanske inšpektorije od leta 1980 do 1992 iz Mužlje pri Zrenjaninu.
V vasi obstaja tudi pravoslavna cerkev svetega Jurija (žegnanje 6. maja). Danes je približno polovica katoličanov (Madžari), in polovica pravoslavcev (Srbi). V kraju je bila tudi močna nemška manjšina, ki jo je po drugi svetovni vojni doletela tragična usoda Podonavskih Nemcev, ki se imenujejo tudi Donauschwaben.

## Demografija
V naselju, katerega izvirno (srbsko-cirilično) ime je Шурјан, živi 266 polnoletnih prebivalcev, pri čemer je njihova povprečna starost 41,6 let (39,5 pri moških in 44,2 pri ženskah). Naselje ima 121 gospodinjstev, pri čemer je povprečno število članov na gospodinjstvo 2,73.
|  |

| Demografija | Demografija     | Demografija     |
| Leto        | Št. prebivalcev | Št. prebivalcev |
| ----------- | --------------- | --------------- |
|             |                 |                 |
|             |                 |                 |
| 1921        | 759             |                 |
| 1931        | 821             |                 |
| 1948        | 682             |                 |
| 1953        | 807             |                 |
| 1961        | 734             |                 |
| 1971        | 483             |                 |
| 1981        | 406             |                 |
| 1991        | 377             | 377             |
| 2002        | 333             | 330             |
|             |                 |                 |

| Etnična sestava po popisu iz leta 2002 | Etnična sestava po popisu iz leta 2002 | Etnična sestava po popisu iz leta 2002 | Etnična sestava po popisu iz leta 2002 | Etnična sestava po popisu iz leta 2002 |
| -------------------------------------- | -------------------------------------- | -------------------------------------- | -------------------------------------- | -------------------------------------- |
| Srbi                                   | Srbi                                   |                                        | 145                                    | 43,93%                                 |
| Madžari                                | Madžari                                |                                        | 140                                    | 42,42%                                 |
| Romi                                   | Romi                                   |                                        | 9                                      | 2,72%                                  |
| Jugoslovani                            | Jugoslovani                            |                                        | 9                                      | 2,72%                                  |
| Slovaki                                | Slovaki                                |                                        | 2                                      | 0,60%                                  |
| Romuni                                 | Romuni                                 |                                        | 2                                      | 0,60%                                  |
| Makedonci                              | Makedonci                              |                                        | 2                                      | 0,60%                                  |
| Hrvati                                 | Hrvati                                 |                                        | 1                                      | 0,30%                                  |
| Neznano                                | Neznano                                |                                        | 0                                      | 0,0%                                   |

## Knjige
1. Slobodan Ćurčić, Broj stanovnika Vojvodine, Novi Sad, 1996.
2. Msgr. Erős Lajos, Adalékok a Zrenjanini-Nagybecskereki Egyházmegye történetéhez, 1993. (Additamenta ad historiam Diocesis Zrenjaninensis-Nagybecskerekensis)